# Schoppernau
Schoppernau è un comune austriaco di 956 abitanti nel distretto di Bregenz, nel Vorarlberg.